# Mattheus Kossen
Mattheus Kossen († 7. Januar 1621 in Lübeck) war ein deutscher Kaufmann und Bürgermeister der Hansestadt Lübeck.
Während der Reiserschen Unruhen in Lübeck gehörte der Kaufmann Mattheus Kossen dem 1599 gebildeten Bürgerausschuss der 50 Bürger unter Führung des Advokaten Heinrich Reiser an. Im Jahr 1601 wurde er in den Lübecker Rat gewählt. Als Gesandter der Stadt war er 1604 mit dem Bürgermeister Jakob Bording und dem Ratsherrn Hermann von Dorne bei König Christian IV. von Dänemark in Kopenhagen. 1616 wurde er im Lübecker Rat zu einem der Bürgermeister der Stadt bestimmt. Im Rat hatte er 1618 bis 1620 das Amt des Kämmereiherrn inne. Er wurde in der Lübecker Marienkirche bestattet. Sein Porträt in der Bürgermeistergalerie im Lübecker Rathaus erinnert an ihn.